# Casau
Casau és una entitat municipal descentralitzada del municipi de Vielha e Mijaran, a la Vall d'Aran. El 2019 tenia una població de 68 habitants.

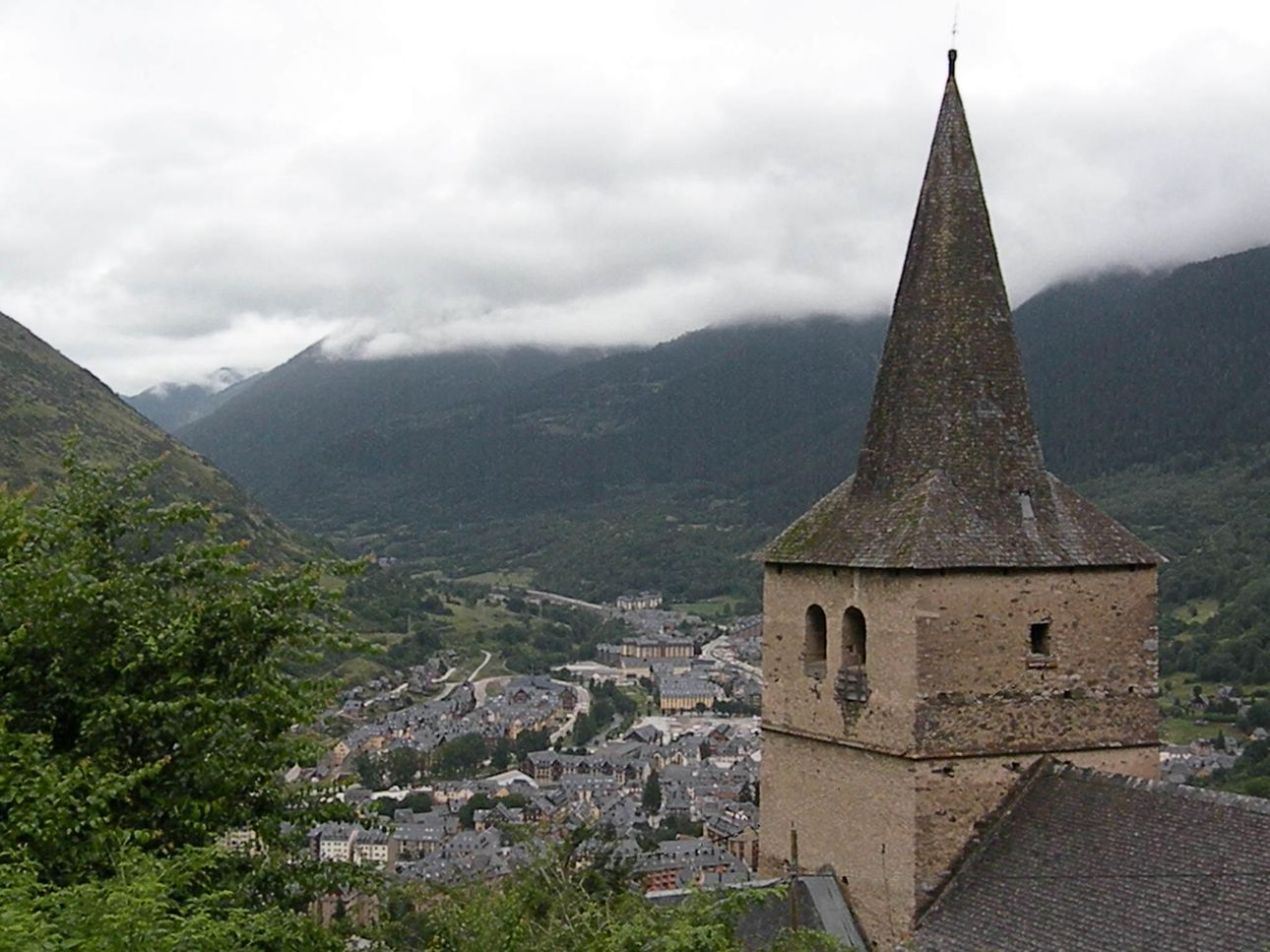
Campanar de l'església de Sant Andreu

Es troba a la ribera del riu Nere, sobre Viella, a 1.103 m d'altitud, enlairat damunt la riba esquerra de la Garona, per sobre dels nuclis de Gausac (del terme municipal del qual formava part) i de Vielha, dominant un ample i bell panorama de l'alt i el mig Aran. Forma part del terçó de Castièro, juntament amb Escunhau, Casarilh, Betren, Vielha i Gausac.
Es comunica per un camí amb la carretera de Lleida a la Vall d'Aran pel túnel de Viella. Les estacions més properes de tren són: Marinhac (Midi-França) i la de la Pobla de Segur (L-46). També arriba una línia d'autobusos des de Lleida i Tàrrega direcció a la Vall d'Aran. Rep la correspondència per Viella.

## Economia
La seva economia es basa en la producció de gra i llegums, així com en la pastura d'animals. Dins del poble no hi ha cap escola primària.
La proximitat de Vielha ha fet que a les cases antigues del nucli s'hagin sobreposat dos hotels, d'alçada i volum excessius, així com diverses cases noves i apartaments.
A l'extrem de ponent del nucli hi ha l'església parroquial de Sant Andreu, d'origen romànic i reformada en època gòtica.
La Festa Major de Casau és a finals de juliol.